# Перейра, Патрисия
Патрисия Сусана Перейра Сармьенто (исп. Patricia Susana Pereyra Sarmiento, род. 14 ноября 1967 года в Пало-Алто Калифорния, США) — известная перуанская, мексиканская и американская актриса.

## Биография
Родилась 14 ноября 1967 года в Пало Альто. Дебютом актрисы стал американский сериал «Кармин». После успеха телесериала Патрисия перебирается в Мехико, где принимает участие в самых лучших работах: «Пожить немножко», «Дикая Роза», «Тихая любовь», «Тереса», «Ничья любовь», «Каприз», «Поговори со мной о любви», «Орёл или решка». Актриса снимается не только в Мексике, но также в Перу и в США.
В 2006 году дебютировала в качестве режиссера документального фильма «Javier Pérez de Cuéllar, El Imperturbable (Неповоротливый)», основанного на жизни бывшего Генерального секретаря Организации Объединенных Наций Хавьера Переса де Куэльяра. В 2011 году написала и поставила детскую пьесу «Приключение в Пачакамаке» о мифах вокруг этого археологического памятника на центральном побережье Перу. В 2012 году окончила обучение по реставрации и консервации археологических объектов в Институте Yachay Wasi в Лиме/

### Чиновничья работа
В январе 2012 года она занимает должность заведующей культурного отдела национальной библиотеки Перу с совмещением работы в театре, в кино и в сериалах.

## Фильмография

### Мексика

#### Сериалы телекомпанииTelevisa
- 1985 Пожить немножко ---- Атенас Мериса Оберегон
- 1986 Отмеченное время ---- Натиелли
- 1987 Дикая Роза ---- Норма
- 1987 Тихая любовь ---- Санди Грант
- 1989 Тереса ---- Аурора
- 1990 Ничья любовь ---- Сабрина
- 1991 Каприз ---- эпизод

#### Сериалы телестудииTV Azteca
- 1999 Поговорим со мной о любви ---- Норма

#### Сериалы студииTelemundo
- 2002 Орёл или решка ---- Тереса Алькантара

### Перу

#### Перуанские телесериалы
- 1984 Кармин ---- Фиорелла Меншелли
- 1998 Сердечные игры ---- Исабель Ревилья

#### Перуанские кинофильмы
- 2003 Взгляд ---- Елена
- 2008 Акварель ---- Клаудия

### США

#### Американские кинофильмы
- 2002 Куба либре ---- Нурсе